# Бело поле (град Пирот)
Вижте пояснителната страница за други значения на Бело поле.
Бело поле (на сръбски: Бело Поље/Belo Polje) е село в община град Пирот на автомобилния път Е-80 и гара на жп линията София-Белград.

Разположено е посредата между Пирот и Цариброд. Отстои на 12 км западно от Цариброд, на 12 км източно от Пирот и на 3 км северно от Суково. 

До закриването в 1963 г. на каменовъглената мина при с. Ракита е крайна гара на участъка от Трънската теснолинейка - Ракита, Звонци, Звонска Баня, Трънски Одоровци, Бобовище, Ерма, Погановски манастир, Власи, Комие, Горна Държина, Суково, Бело поле – общо 28 км. Eдва в 2011 г. улиците на селото са асфалтирани, а към същата година от 378 жители 160 са деца и младежи под 18 години, в селото положението с детската градина е кризисно и родителите са принудени да ги карат в Пирот.